# Aion (відеогра)
Айон (кор. 아이온: 영원의 탑) — відеогра у жанрі MMORPG, розроблена компанією NCSoft, що поєднує в собі PvP і PvE в світі фентезі. Станом на 20 травня 2009 року Aion налічувала понад 3,5 мільйона передплатників в Азії.

## Історія створення
У травні 2006 року компанія NCSoft оголосила про початок розробки нової MMORPG, яка мала бути представлена на E3 2006. На виставці відеоігор E3 2007 NCSoft провела 20-хвилинну презентацію Aion. 31 жовтня 2007 року NCSoft підтвердила старт корейського закритого бета-тестування, яке завершилося 23 грудня 2007 року. У листопаді 2007 року Aion отримала визнання найкращою відеогрою на виставці GSTAR 2007. Друга фаза корейського бета-тестування тривала з 8 по 27 квітня 2008 року, а третя фаза — з 1 по 20 липня 2008 року. Відкрите бета-тестування стартувало в Кореї 11 листопада 2008 року.
Було запущено 25 серверів (7 з них були додатковими), кожен з яких вміщав до 5 000 гравців. Більше 11 000 осіб увійшли в гру протягом двох хвилин після відкриття сервера. Менш ніж за годину це число зросло до 40 000. На момент відкритого бета-тестування було зареєстровано понад 200 000 гравців. 25 листопада 2008 року в Кореї відбувся офіційний запуск корейської версії Aion з бізнес-моделлю P2P (pay-to-play). У грудні 2008 року стало відомо, що Aion — найкраща корейська гра 2008 року.

## Світ гри
У Aion є дві ігрові раси — елійці (англ. Elyos) і асмодіани (англ. Asmodian).
Елійці живуть у південній частині планети Атрея — Елісеї (англ. Elysea), а асмодіани, жителі північної частини Атреї, — в Асмодеї (англ. Asmodae). Столицею елійців є гігантське місто Санктум (англ. Sanctum). Столицею асмодіанів є Пандемоніум (англ. Pandemonium). У Еліосі і Асмодеї розташовано декілька локацій, куди можуть потрапити гравці. В Еліосі знаходяться Фоета, де починає гру гравець-елієць, Бертрон, Теобомос, Елтенен і Інтердіка. У Асмодеї розташовані: Ісхальґен (стартова зона гравця-асмодіана), Альтґард, Брустхонін, Моргейм і Белуслан. Також існує Безодня — це розлом між світами Асмодеї та Еліоса, що утворився в результаті руйнування Вежі Вічності. Безодня пов'язана з Атреєю в деяких місцях за допомогою порталів. Персонаж який досяг 50-го рівня потрапляє в землі, підвладні балаурам (англ. Balaur) — войовничої раси драконоподібних істот, за яку грати не можна. Таких зон теж кілька: Інгісон, Келькмарос, Тунель Сілентера, Сіґнія, Еншар, Ґерха, Кальдор, Підземний Каталам, Панґея.
Ігровою валютою є кінари. Також у відеогрі є речі, недоступні для покупки за кінари. Для їх придбання потрібні інші валюти.

## Сюжет
Тисячі років тому Айон з тепла і світла створив планету під назвою Атрея. Її мешканці жили в гармонії один з одним. У ті часи Атрея служила будинком для різних людиноподібних створінь, драконів і людей. Головною відмінністю від інших народів була віра в Айона. Ніхто не знає, коли саме балаури захопили владу в Атреї, але вони налякали усі інші народи. П'ять найбільш могутніх з них встали на чолі своїх родичів. Цю подію назвали пробудженням балаурів. Їх метою було винищити всі народи, які не підкорилися ним — лише кралі і перевертні, побоявшись знищення, вступили в союз із агресорами. Дракони почали вимагати в Айона силу, рівну його власній, а коли бог відмовив, вони, засліплені люттю і жаданням влади, зібрали величезне військо і оголосили Айону війну. Люди виступили на стороні бога, але їх сили в порівнянні з балаурами були малі, тому Айон послав для них на допомогу дванадцять служителів Вічності. Служителі Вічності навчали людей, даруючи обраним крила, вічне життя і силу, яку можна порівняти з силою балаурів. Вихованців стали називати даєвами.
Оточені ефірним щитом, люди жили в безпеці, а даєви безперестанку билися з драконами, хоча жодна сторона не могла отримати переваги. Через тисячоліття стало ясно, що баланс сил так і не порушиться. Бажаючи припинити безглузду війну, Ізрафел запропонував укласти з балаурами мир. Чи не всі, хто служить вічності схвалили цей крок. Але Сієль підтримала Ізрафел, і її слово стало вирішальним. Сієль і Ізрафел прибрали захисний бар'єр і зустрілися з балаурами. Але під час зустрічі трапилося нещастя. Поки один з лордів ,Брітра,  вів переговори з Сієль і Ізрафел, його брат, Мірастад, нашіптував Брітрі тривожні думки: «Обережніше, брат. Ще мить — і вони розтерзають тебе і мене…». Брітра, не витримавши тиску свого брата, необережним жестом вийняв свій палаючий меч. Ще мить, і пішла непоправна помилка. Агресивно налаштований Асфель, що не бажав йти на переговори, зібрав всю свою силу і вбив Брітру. І тоді Фрегіон, ще один з лордів балаурів, виклав всю свою лють на вежу Айона, яка живила енергією захисний бар'єр. Башта Вічності впала і беззахисна Атрея почала повільно руйнуватися. Але Сієль і Ізрафел відновили захисний бар'єр, пожертвувавши собою. Світ був врятований. Без цієї жертви історія Атреї могла б обірватися в той же день.
З плином часу стало ясно, що люди і даєви, які проживають на півдні Атреї, опинилися в кращих умовах, ніж ті, що живуть на півночі. Ті, хто проживав на півночі (асмодіани), з плином часу прийняли похмурий вигляд, подібний місцевості, що стала їх притулком, а ті хто жили на півдні (елійці) майже не змінилися зовні. Довгий час вони не підозрювали про існування один одного, вважаючи, що виявилися єдиними уцілілими в катаклізмі, що зруйнував планету. Згодом ці дві частини людського племені зустрілися у ворожій і небезпечній зоні світу — Безодні. Також на території Еліосса і Асмодеї почали з'являтися просторові розломи.
Незважаючи на відмінності, що з'явилися за час, проведений в абсолютно несхожих умовах, спочатку елійци і асмодіани не відчували ворожнечі один до одного. Однак служитель Вічності Байзел, досліджуючи Безодню, дізнався, що в ефірі, що дає Атреї життя, після катаклізму почав вичерпуватися і якщо не зруйнувати одну з частин Вежі Вічності, планета буде знищена. Елійци і асмодіани знову почали війну, обидві сторони прагнули зрівняти з землею половину Вежі противника і не допустити краху своєї.
Довгий час землі балаурамі Інгісон і Келькмарос були забуті, і тому вони зберегли вигляд Атреї до Великого катаклізму. Однак, таємнича сила Драни наклала відбиток на ці регіони, змінивши ситуацію на багатьох зонах, де більше не діють звичні закони природи. Даними землями управляла одна з п'яти лордів балаурамі — Тіамат. Вона заволоділа реліквією Сієль і стала ще більш могутньою. На допомогу і елійцям, і асмодіанам, коли Тіамат вже була готова завдати удару, прийшла флотилія вождя Юнова Каруна. Вона врятувала їх від неминучої загибелі і переправила в Сарфан. Землі Сарфана раніше були занедбані, але після появи Каруна, який став лідером раси Юнова, ситуація змінилася: юни отримали можливість користуватися силою Драни, перестали рятуватися втечею від балаурів і вигнали їх з Сарфана. Повернувшись у Камар, який раніше був їх опорним пунктом, вони побудували величне місто. У Сарфані стало ясно, що Рівар — це виживший Ізрафел. Він повідав, що якщо реліквія Сієль залишиться в руках Тіамат, то Атрея буде зруйнована. У той же час балаури шукали богиню, здатну приборкати міць реліквії Сієль. Коли богиню вдалося знайти, вона наділила головного героя цієї силою.
Після захоплення джерел сили в Тіамаранті відкрився вхід в око Тіамаранти, де розташована оселя Тіамат. Переговори з лордом Балаурамі про повернення реліквії Сієль не увінчалися успіхом. Після приборкання сили реліквії Сієль, Тіамат впала. З'явився Ізрафел, вкрав реліквію Сієль, і встиг сховатися в просторі.
Пізніше Ізрафел розповів правдиву історію про катаклізм. Виявляється, він не планував перемир'я, він хотів знищити всіх балаурі разом за допомогою вежі Вічності, але для цього він повинен був підпустити їх дуже близько до неї, для чого і придумав план перемир'я. Він не міг подумати, що Фрегіону вистачить сил зруйнувати вежу Вічності. Це зламало плани Ізрафел, і лише завдяки жертві Сієль, даєви знову набули захист. Ізрафел зізнався, що він зник у той момент, і всі вважали його загиблим. За допомогою реліквії він планував повернути час назад і повернути все на свої місця. Після своєї розповіді Ізрафел спробував активувати реліквію, але з'явився дух самої Сієль. Вона сказала Ізрафел, що не можна змінювати минуле, на все воля Айона, обняла Ізрафел і зникла разом з ним у віках.
Пізніше були відкриті території Каталамів. Вождь Юнова, Карун, пустився на пошуки ігделя, але його переслідував Брітра. У результаті Карун пропав безвісти. Залишки армії Тіамат згуртувалися і розшукували якусь технологію Рунів, щоб відродити свій загін. Але Брітра дізнався про це і спробував вирізати залишки полеглої армії, не бажаючи конкуренції. Виявилося, що існує якийсь артефакт, який має величезну силу, і багато в чому перевершує ідгелевий куб. Каталамандж був сховищем древнього артефакту, побудованим рунами. У ньому виявився Карун, що лежить на підлозі без свідомості і оточений балаурами. Раптово з'явилися ті хто породили Каруна, божества Неджакан і Трінієль, вони врятували свого сина і зникли разом з ним. Підступністю і хитрістю Брітра заволодів величною зброєю древніх рунів. 
Озброєний могутньою зброєю Брітра дізнався про існування прихованої від всіх могутньої сили. Щоб володіти нею, необхідно було знайти прихований континент. Бажаючи заволодіти силою, Брітра виступив на пошуки енергокаменів, щоб знищити їх. Сарфан і Тіамаранта, де раніше правила Тіамат, зазнали жахливого руйнування. Ніхто не в силах був перешкодити нещадному вторгненню Брітри. Дійшовши до Каталамів, він знищив всі енергокамені на новому континенті. Загиблим не було числа, по землі текли ріки крові. Врятуватися з цієї вогняної пастки вдалося  небагатьом. На розорену, спотворену війною землю обрушився цунамі. Три континенти занурилися на дно океану. Але з безодні, що поглинула їх піднялася нова земля. Це були два континенти: Сіґнія і Еншар — остання таємниця Тіамат.
Також готувався до відродження третій лорд балаурамі — Еріскаль. Для цього була потрібна реліквія балаурів, і Брітра спробував налагодити з нею контакт, щоб запропонувати свою допомогу. Його анітрохи не хвилювало відродження могутнього родича — він жадав роздобути реліквію. Крилатих воїнів чекала нова війна і боротьба за життя.

## Фракції
У Aion є дві доступні для гри раси, елійци і асмодіани. Раніше вони були людьми, але після катаклізму і поділу Атреї на дві половини, перші були перенесені з серця катастрофи в південну частину, а другі — в північну.
Якщо на Еліосі і його жителів падало благословенне світло, вони жили в світі, який майже не зазнав змін, то на долю Асмодіан випали мляві і похмурі пустки, повні невідомих небезпек і смертельної холоднечі. Навіть вижити там було подвигом, пристосуватися  до нелюдських умов — ще важче. Але асмодіани, яких підтримували Служителі Вічності, пристосувалися до суворого світу. Їх похмурий вигляд з палаючими очима, темною шкірою, чорними крилами і гігантськими кігтями може наштовхнути на думку, що асмодіани — втілення зла, але це не так.Вони, як і елійци,  є уособленням добра. Мотиви, які рухають цими расами в нещадній війні, набагато більш складні.
Крім звичайних монстрів в Айон, існує неігрова раса (NPC): дракони або  балаури. А також нейтральна — юни. Існують також інші класи NPC: нежить, звірі, люди і останній, найрідкісніший — руни.

## Класи
У грі шість архетипів, в кожному з яких для розвитку персонажа передбачено  два класи , кожен зі своїм набором особливостей, спецприйомів і можливостей.
- Школа Воїнів: Гладіатор, Вартовий.
- Школа Слідопитів: Вбивця, Стрілець.
- Школа Магів: Чарівник, Заклинатель.
- Школа Жерців: Цілитель, Чародій.
- Школа Артистів: Бард.
- Школа Інженерів: Снайпер, Пілот.

## Нагороди
- Найкраща MMORPG, 2009 RPGLand.com RPGs of the Year 2009
- Найкраща MMORPG, 2009 VGChartz Game of the Year Awards 2009
- Найкраща нова гра, 2009 MMORPG.com 2009 Awards
- Найкраща онлайн гра, 2009 Gamescom Awards
- Найкраща MMO, 2009 Inside Gaming's Best MMO of PAX
- Найкраща Корейська гра цього року, 2008 Korean Game Awards